# Thiruvananthapuram (huyện)
Huyện Thiruvananthapuram là một huyện thuộc bang Kerala, Ấn Độ. Thủ phủ huyện Thiruvananthapuram đóng ở Thiruvananthapuram. Huyện Thiruvananthapuram có diện tích 2192 ki lô mét vuông. Đến thời điểm năm 2001, huyện Thiruvananthapuram có dân số 3234707 người.